# 銭函インターチェンジ
銭函インターチェンジ（ぜにばこインターチェンジ）は、北海道小樽市星野町にある札樽自動車道のインターチェンジ。

## 歴史
- 1971年（昭和46年）12月4日：国道5号札幌小樽道路（札樽バイパス）として札幌西IC - 小樽IC間が暫定2車線で開通。
- 1973年（昭和48年）4月1日：札幌小樽道路が高速自動車国道（札樽自動車道）に昇格。
- 1974年（昭和49年）8月22日：札幌西IC - 小樽IC間が4車線化。
- 1992年（平成4年）9月30日：札幌西IC - 札幌JCT間の開通で道央道と接続されたことにより銭函本線料金所は廃止され、札幌西ICに本線料金所が設置された。
- 2018年（平成30年）12月4日：改築工事によりランプ車線が「平面Ｙ型」から「トランペット型」へ変更、料金所が移設された[2][3]。

## 周辺

### 小樽市
銭函（銭函・桂岡町・春香町・見晴町・星野町）
- 銭函駅（JR北海道・函館本線）
- 医療法人ひまわり会 札樽病院
- 銭函工業団地
- 北海道職業能力開発大学校
- 銭函海水浴場
- 小樽カントリー倶楽部
- サンセットビーチ銭函
- おたるドリームビーチ
- 北海道小樽高等支援学校
- 北海道高等聾学校
- スノークルーズ・オーンズ
- 札幌緑花会
  - 大倉山学院
  - 松泉学院
- チサンカントリークラブ銭凾

### 札幌市
星置（星置・星置南・手稲星置）
- ほしみ駅（JR北海道・函館本線
- 星観緑地
- 北海道星置養護学校
- 北海道星置養護学校ほしみ高等学園

## 接続する道路
- 直接接続
  - 北海道道147号銭函インター線
- 間接接続
  - 国道5号

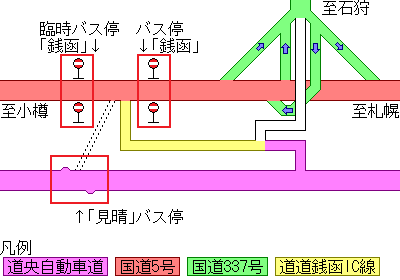
銭函IC周辺の道路構成図

  - 小樽市道銭函山手線（国道337号（道央圏連絡道路）に接続）

IC出口から、小樽市道銭函山手線を介して高架橋で国道337号（道央圏連絡道路）と接続している。国道5号と道央圏連絡道路もIC近傍でランプ形式で接続しているが、銭函ICと国道5号はここで接続せず、1kmほど小樽市寄りにある道道147号銭函インター線から利用しなければならない。

## 料金所
料金体系・収受方法については東日本高速道路から注意喚起されている。
ブース数：5
入口
ブース数：2
ETC専用：1
ETC/一般混合レーン：1
出口
ブース数：3
ETC専用：1
ETC/一般混合レーン：1
一般：1

## 隣
E5A 札樽自動車道
(7) 手稲IC - 金山PA - (8) 銭函IC - 見晴BS - (9) 小樽JCT - 新光BS - (10) 朝里IC/TB